# Туисто
Туисто (иногда Туиско; Tuisto, Tuisco) — персонаж германской мифологии, упоминаемый в «Германии» Тацита. По сообщению Тацита, Туисто считался божественным прародителем германцев.

## Культ Туисто в описании Тацита
Как сообщает Тацит, «старинные песни» (лат. carminibus antiquis) германцев прославляют Туисто как «бога, рождённого от земли» (deum terra editum). Он стал отцом первого человека, Манна (Mannus, от mann — «человек»). У того, в свою очередь, было три сына, от которых пошли германские племенные союзы ингевонов, герминонов и истевонов.

## Происхождение
Наиболее распространённое объяснение связывает имя Туисто с прагерманским корнем *tvai- «два» и его производным *tvis («дважды» или «двойной»). Популярная теория объясняет эту связь через предполагаемую двуполость Туисто — свойство, характерное для «первоотцов» во многих мифологических системах. Многие исследователи отождествляют Туисто со скандинавским Имиром. Александер Джейкоб связывает Туисто с ведическим демиургом Тваштаром, Имир при этом сопоставляется с Ямой, внуком Тваштара от Саранью и первым смертным, который после своей смерти стал владыкой загробного мира. Интересно при этом, что в имени Ямы также наличествует мотив двойственности (Jama на санскрите означает «близнец»; имя Имира сопоставлялось с этим общеиндоевропейским корнем и раньше, в связи с чем ему также приписывали двуполость).
Вариант «Туиско», встречающийся в ряде списков «Германии», иногда объясняется через прагерм. *tiwisko, которое, в свою очередь, связывается с *Tiwaz (Тиу), откуда «Туиско» — «сын Тиу». Имя Тиу соответствует общеиндоевропейскому имени небесного бога (*Dyeus, ср. Зевс, Дьяус, Дэва, лат. Deus «бог»). В таком случае, «землерождённый» Туиско описывается как сын Отца-Неба и Матери-Земли.

## В позднейших источниках
В 1498 году итальянский монах Аннио да Витербо опубликовал поддельную рукопись, приписывавшуюся вавилонскому историку Беросу, в которой утверждалось, что Туисто, или Туискон, был четвёртым сыном Ноя и первым правителем Скифии.